# Marthinus van Schalkwyk
Marthinus Christoffel Johannes van Schalkwyk (Polokwane, 1959. november 10. –) dél-afrikai politikus, akadémikus, jogász és az apartheid-korszak hírszerzője. Több dél-afrikai kabinet korábbi tagja, többek közt  turisztikai miniszter is volt. 
Schalkwyk Nyugat-Fokföld korábbi miniszterelnöke és a dél-afrikai parlament ellenzékének vezetője volt, az Új Nemzeti Párt 1997. szeptember 8-i megalakulásától a 2005. április 9-i feloszlásig pedig annak vezetője. Mbeki elnök alatt környezetvédelmi miniszterként is szolgált.

## Fordítás
Ez a szócikk részben vagy egészben  a   Marthinus van Schalkwyk című angol Wikipédia-szócikk ezen változatának fordításán alapul.  Az eredeti cikk szerkesztőit annak laptörténete sorolja fel. Ez a jelzés csupán a megfogalmazás eredetét és a szerzői jogokat jelzi, nem szolgál a cikkben szereplő információk forrásmegjelöléseként.